# Лю Чхан Гіль
Лю Чхан Гіль (кор. 류창길, нар. 5 листопада 1940) — північнокорейський футболіст, що грав на позиції захисника за клуб «Кігванчха», а також національну збірну КНДР.

## Клубна кар'єра
На клубному рівні грав за «Кігванчху». 

## Виступи за збірну
Викликався до національної збірної КНДР. 
Був у заявці національної команди на чемпіонат світу 1966 року в Англії, де вона вибула з боротьби лише на стадії чвертьфіналів. Утім залишався гравцем резерву і в іграх світової першості на поле не виходив.